# Jenner (Berg)
Der Jenner ist ein 1874 m ü. NHN hoher Berg, der zum Göllstock in den Berchtesgadener Alpen gehört. Er ist einer der wenigen Berge in der Region, der mit einer Seilbahn erschlossen wurde und mit ihr über alle Jahreszeiten hinweg besucht wird. Wiewohl Ende der Skisaison 2024 der Betrieb der alpinen Skipisten auf dem Jenner endgültig eingestellt wurde, stiegen die Besucherzahlen in der Wintersaison 2025 dank alternativer Angebote sogar wieder etwas an.

## Jennerbahn und Wanderwege
Die 1952 bis 1953 erbaute Jennerbahn transportiert als Gondelbahn Bergsteiger, Wanderer und Skifahrer in 20 Minuten von Schönau am Königssee über die Mittelstation (1185 m) bis zur 1800 m hoch gelegenen Bergstation. Ab der Bergstation führt ein gesicherter Pfad in etwa 20 Minuten zum Gipfelkreuz, von wo aus u. a. der Watzmann, das dritthöchste Bergmassiv Deutschlands, und der 1200 m tiefer gelegene Königssee zu sehen sind. Ab 2017 erfolgte ein Neubau der Jennerbahn, der 2019 seinen Abschluss fand und für den mehr als 50 Millionen Euro sowie zusätzliche 10 Millionen Euro vom Freistaat Bayern zu investieren waren.
Weitere Wege führen in ca. 30 Minuten zum Schneibsteinhaus oder in ca. 40 Minuten zum Stahlhaus. Auch das Hohe Brett, der Hohe Göll oder der Schneibstein sind vom Jenner aus zu erreichen. Es existieren auch einige einfache Wege durch den Nationalpark Berchtesgaden. Das im Auftrag des Fremdenverkehrsverbands Berchtesgadener Land 1953 ausgebaute Skigebiet am Jenner war das alpinste der Region und galt als anspruchsvoll. Derzeit sind vom Jenner aus nur noch Skitouren wie z. B. die Große Reibn möglich.

## Alpines Skigebiet bis 2024
1967 fanden am Jenner die ersten Rennen im Rahmen eines Alpinen Skiweltcups statt. Der Krautkaser am Jenner war dann jahrelang Austragungsort zahlreicher Ski-Weltcuprennen und war ab 1973 ein Trainingszentrum für den Ski-Alpin-Nachwuchs in enger Verbindung mit der Eliteschule des Sports der CJD Christophorusschulen Berchtesgaden. Das Trainingszentrum nutzten neben den Alpinen auch Athleten der Disziplinen Skicross, Freestyle-Skiing und Snowboard.
Ende der Skisaison 2024 wurde der Betrieb der alpinen Skipisten auf dem Jenner endgültig eingestellt, da deren weitere Pflege und Erhaltung (u. a. mit Kunstschnee) wegen des Klimawandel bedingt anhaltenden Schneemangels nicht mehr gewinnbringend war und zudem das Risiko von Umweltschäden erhöht hätte. Am 18. Februar 2024 wurden das letzte Mal Skifahrer mit der neu gebauten Bahn zur Bergstation gebracht – die Tage danach bis zum eigentlich vorgesehenen Betriebsende am 3. März 2024 waren zu warm. Von der Schließung nicht betroffen ist der seit 2006 am Jenner jährlich ausgetragene und nicht auf Pisten angewiesene Wettkampf Jennerstier des Deutschen Skitourencups für die Skibergsteiger, der deshalb auch noch am 19. und 20. Februar 2024 trotz nicht durchgehend einfacher Wetterbedingungen abgehalten werden konnte.

## Sendeanlagen
In der Nähe des Gipfels befindet sich eine der sechs Sendeanlagen, die als Pseudoliten in der GALILEO Test- und Entwicklungsumgebung (GATE) des europäischen Satellitennavigationssystemes Galileo zur Simulation von Navigationssatelliten dienen. Zudem wurde auf dem Berg am 30. Oktober 2014 im Auftrag des Bayerischen Rundfunks der Sender Jenner für den DAB-/DAB+-Rundfunk in Betrieb genommen.

## Bildergalerie

360°–Panoramaaufnahme vom Jennergipfel
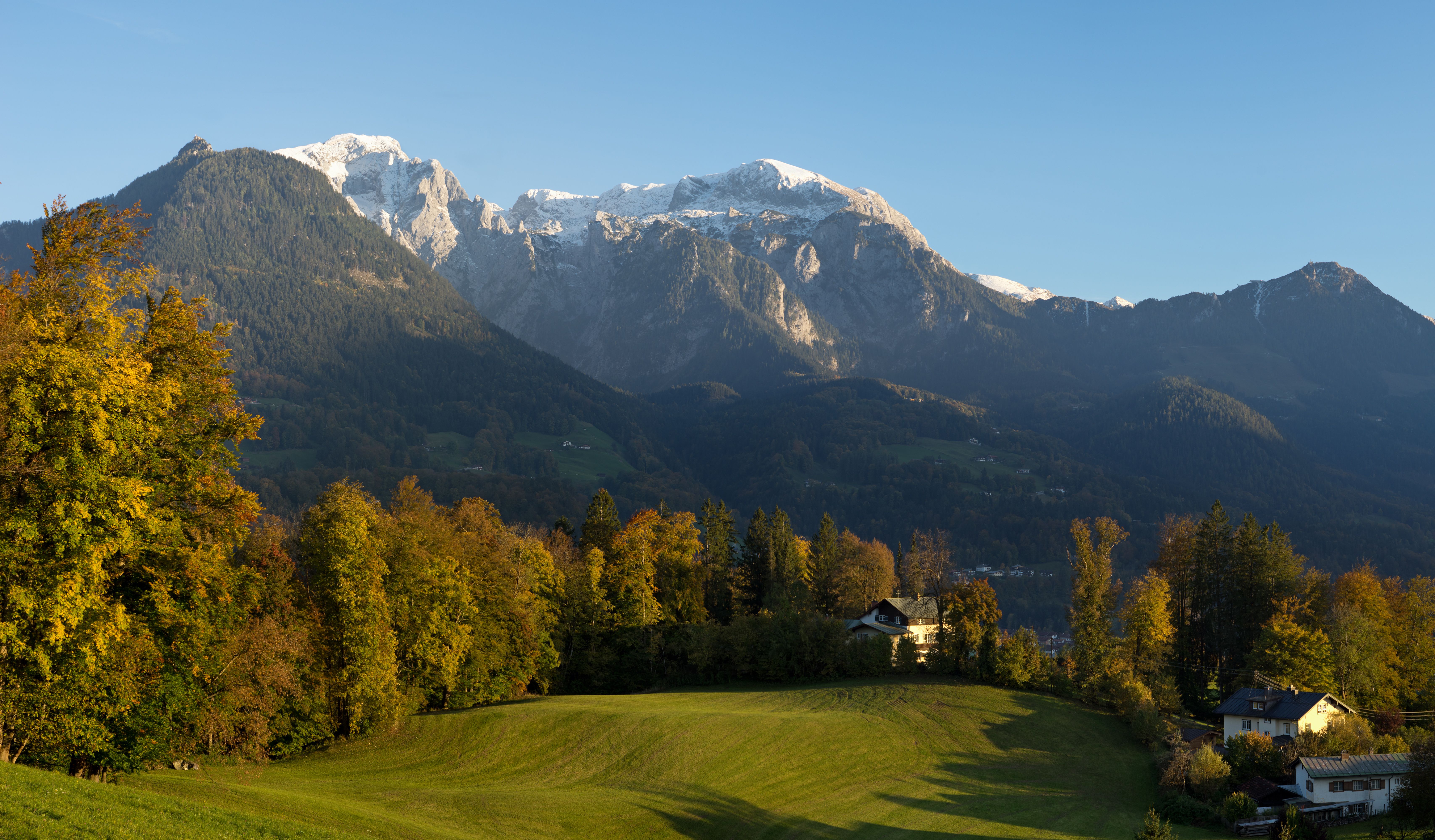
Jenner (ganz rechts) im Göllmassiv
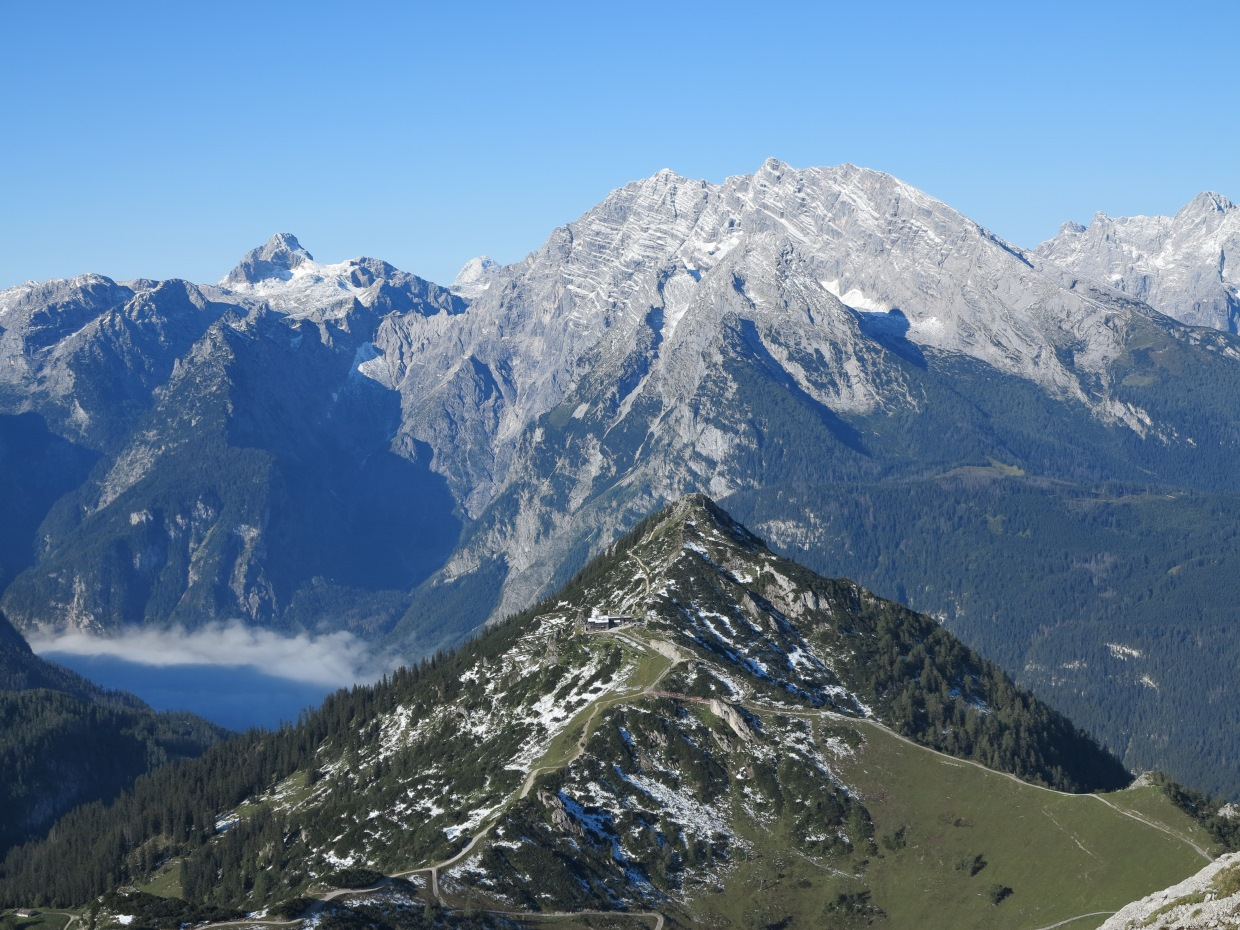
Blick vom Hohen Brett auf den Jenner. Im Hintergrund der Watzmann
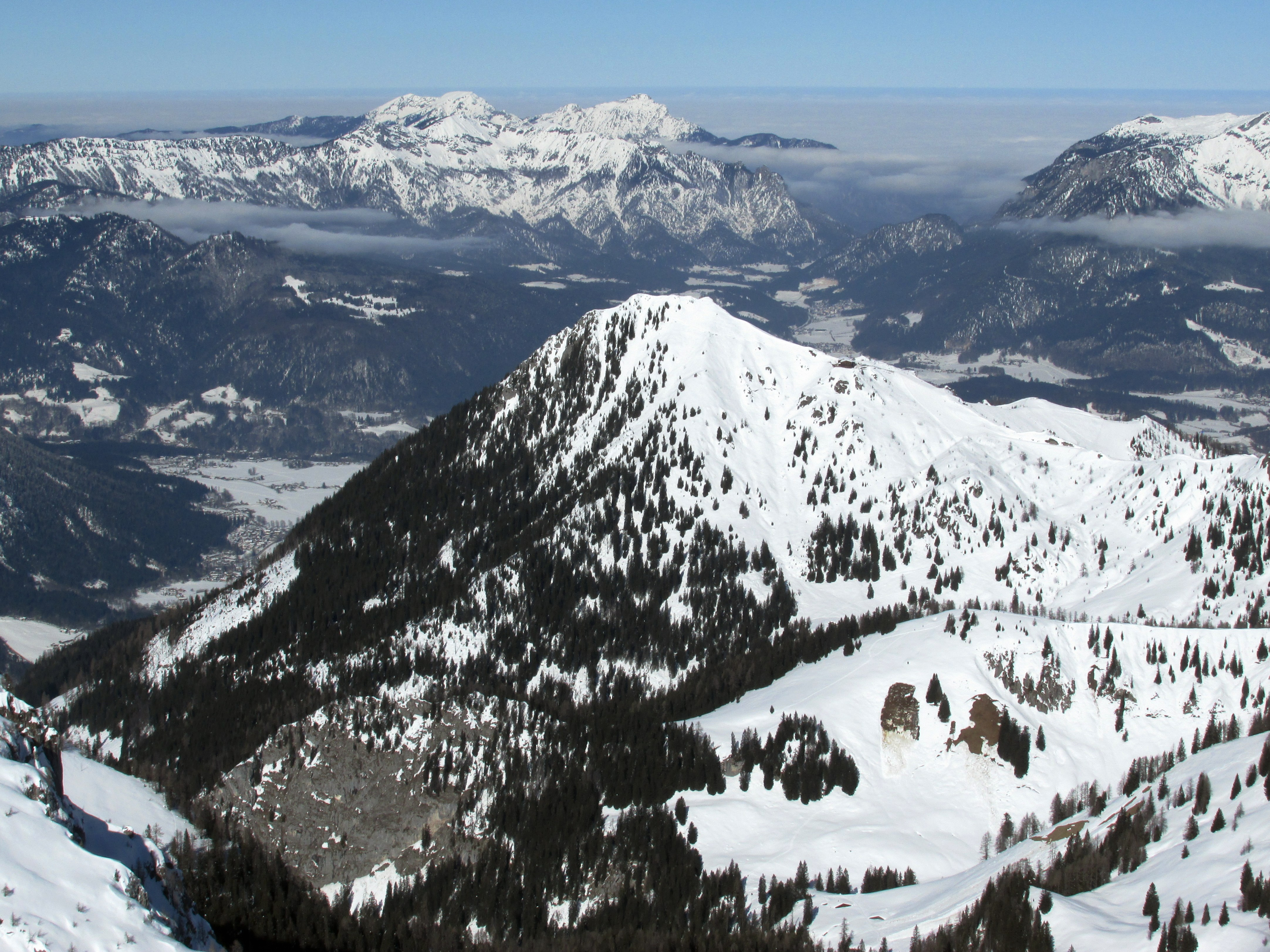
Südseite des Jenners gesehen vom Fagstein
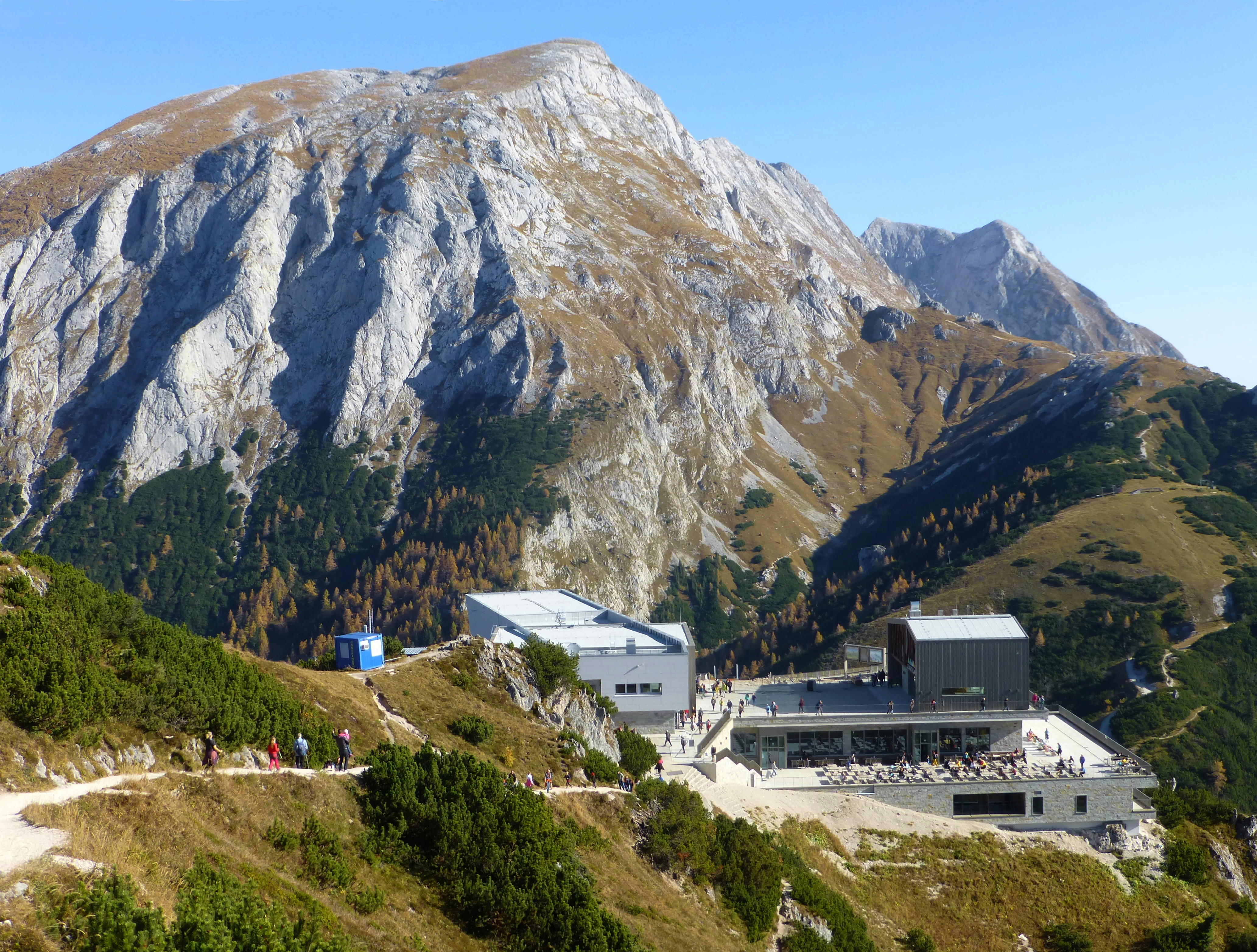
Jenner-Bergstation nach dem Neubau der Seilbahn mit Blick zum Hohen Brett
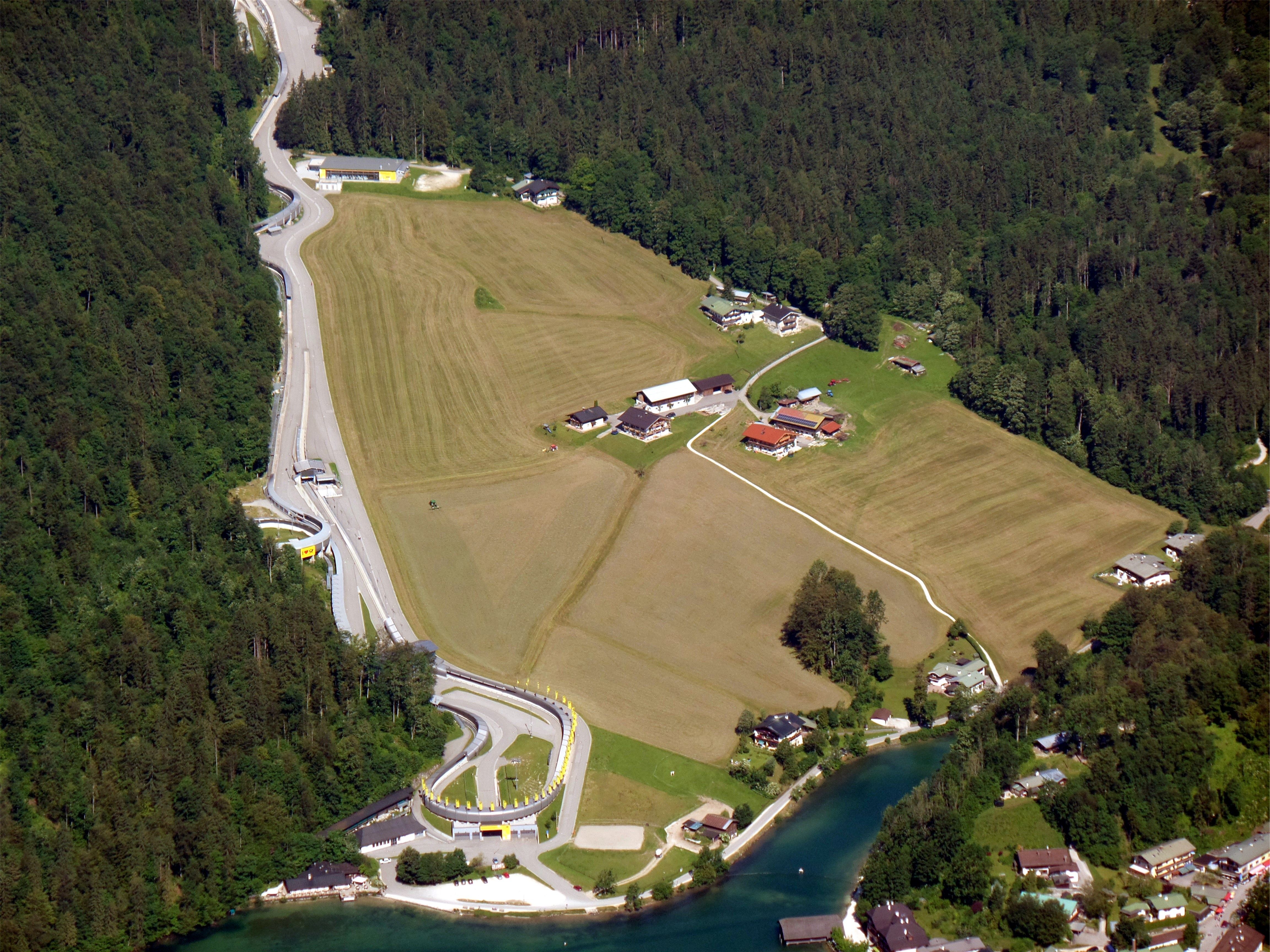
Blick vom Jenner auf die Kunsteisbahn Königssee
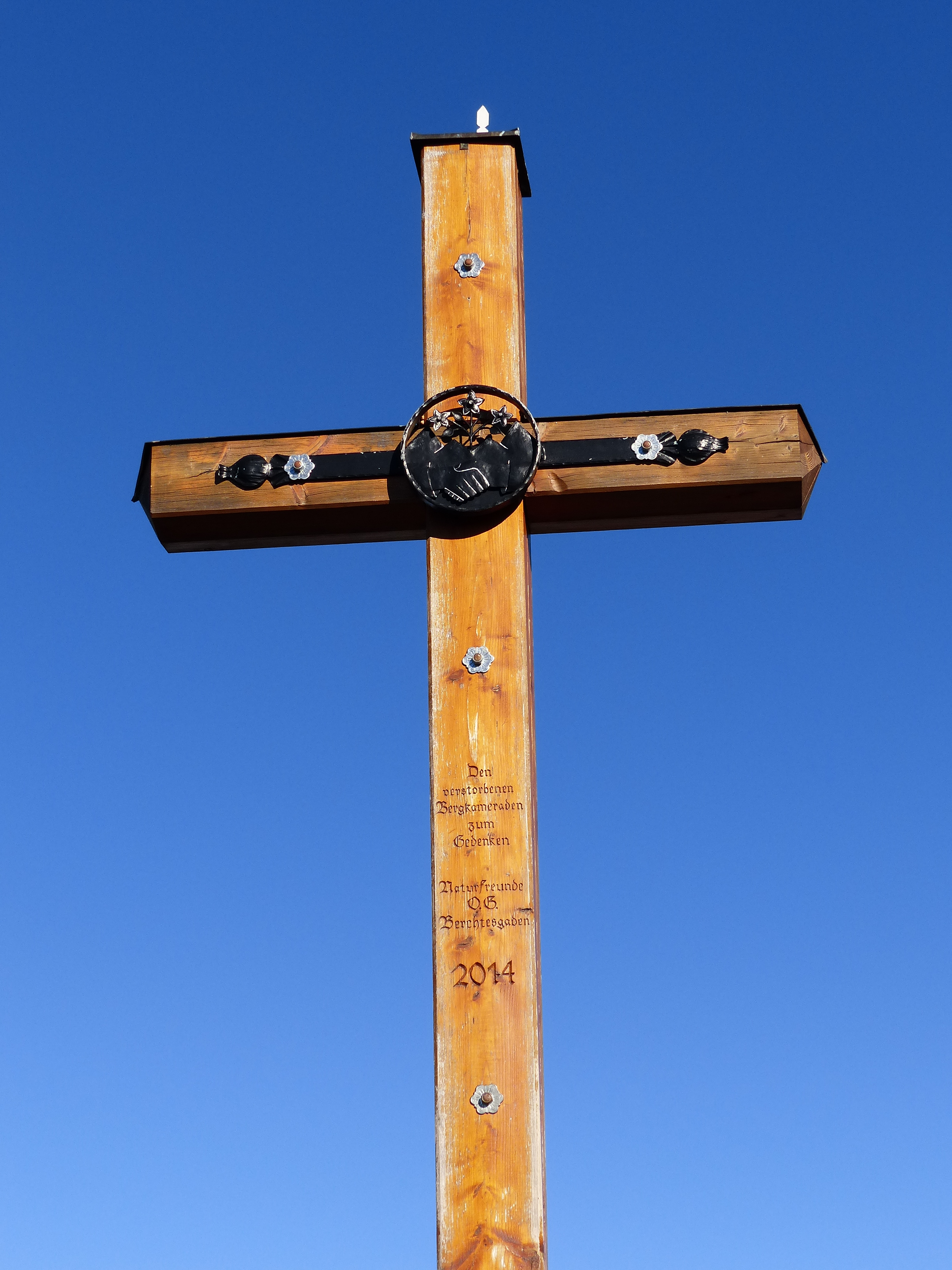
Gipfelkreuz auf dem Jenner